# Guyana (samväldesrike)
Samväldesriket Guyana, officiellt Guyana, var från den 25 mars 1966 till den 23 februari 1970 Guyanas statsskick som medlem av Samväldesrikena och föregångaren till dagens Kooperativa republik av Guyana. 1970 blev Guyana en republik och lämnade samväldesrikena men stannade kvar i samväldet som republik.

## Statsskick

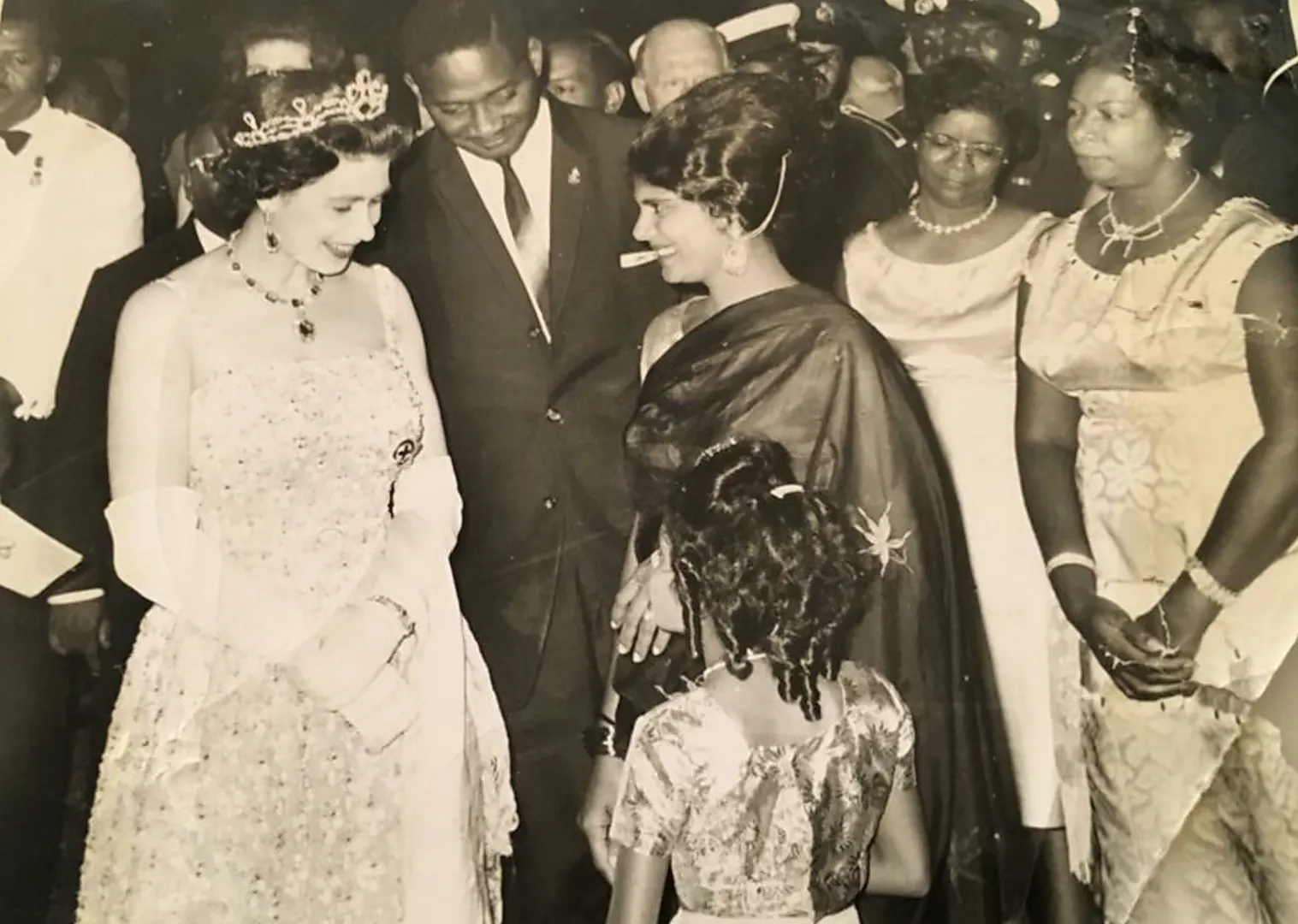
Elizabeth II på statsbesök i Guyana 1966

Landet hade efter sin självständigheten från Storbritannien år 1966 den Brittiska monarken som statschef, i form av Drottning av Guyana som under den tiden var Drottning Elizabeth II. Hon representerades av en generalguvernör, Den sista var Sir Edward Luckhoo som De facto fungerade som statschef men De jure var det Drottningen.Samt fanns en statsminister som under denna tid var Forbes Burnham, denne hade roll som regeringschef för Guyana.
Elizabeth II hade som drottning av Guyana denna titel:
"By the Grace of God, Elizabeth II Queen of Guyana and of Her other Realms and Territories, Head of the Commonwealth"

Generalguvernörens flagga i Guyana